# Maatschappij voor de Chinese Theehandel
De Maatschappij voor de Chinese Theehandel (officieel: Nederlandsche Geoctroyeerde Maatschappij voor den Chinaschen Theehandel) was een Nederlandse handelsmaatschappij die het alleenrecht kreeg om aan het begin van de negentiende eeuw thee vanuit China in Nederland in te voeren. De maatschappij werd in 1815 opgericht bij Koninklijk Besluit.
In het Koninklijke Besluit van 24 juni 1814 nr. 15 werd bepaald dat alle ingevoerde thee in de Koloniale Etablissementen in Amsterdam en Rotterdam zou worden opgeslagen. Het werd daarbij verboden thee te verhandelen waarvan de kisten niet waren voorzien van het stempel van de voormalige Oost-Indische Compagnie. Bij het Koninklijk Besluit van 23 maart 1815 nr. 168 werd de "Nederlandsche Geoctroyeerde Maatschappij voor den Chinaschen Theehandel" officieel opgericht. De maatschappij was gevestigd in Amsterdam en verkreeg voor 25 jaren het octrooi om de thee in China te gaan kopen. Alle verdere invoer was, behoudens Koninklijk consent, verboden. De maatschappij gaf 8000 aandelen à f.1000.- uit. Iedereen die minstens zes aandelen bezat, had stemrecht. Uit de stemhebbenden werden zeventien hoofdparticipanten gekozen, die een raad vormden. Uit deze hoofdparticipanten werden vier bewindhebbers aangewezen. De Koning had het recht een vijfde bewindhebber toe te voegen, in welke functie Hij de Directeur-Generaal van Koophandel en Koloniën (van het Ministerie van Koloniën) benoemde. Er bleek echter weinig animo te zijn voor de uitgegeven aandelen en diverse verzoeken tot opheffing van de maatschappij kwamen bij de Koning binnen. Als gevolg hierop werd twee jaar later bij Koninklijke Besluit van 24 december 1817 nr. 58 het octrooi weer ingetrokken en de vrijhandel in thee toegestaan.